# John Hopkinson
John Hopkinson (Manchester, 27 luglio 1849 – 27 agosto 1898) è stato un fisico e ingegnere britannico, membro della Royal Society e due volte presidente della IEE nel 1890 e 1896.
Inventò il sistema trifase di distribuzione elettrica, di cui gli fu riconosciuto un brevetto nel 1882. Lavorò anche in molti sottocampi dell'elettromagnetismo, e nel 1890 divenne professore di Ingegneria elettrica al King's College London, dove fu anche direttore del Laboratorio Siemens.
La legge di Hopkinson, la controparte magnetica alla legge di Ohm, è così chiamata in suo onore.

## Vita e carriera
John Hopkinson nacque a Manchester, il maggiore di 13 fratelli. Suo padre John era un ingegnere meccanico. Riuscì a entrare nel 1867 nel Trinity College, Cambridge e si laureò nel 1871 come Senior Wrangler. Durante questo periodo di studio superò l'esame per diventare BSc per la University of London. Hopkinson avrebbe potuto seguire una carriera puramente accademica, ma  l'ingegneria era la sua vocazione.
Dopo aver dapprima lavorato nelle opere del padre, Hopkinson guadagnò nel 1872 una posizione come manager nel dipartimento di ingegneria dei fari dei Chance Brothers and Company a Smethwick. Nel 1877 Hopkinson fu eletto Membro della Royal Society in riconoscimento della sua applicazione della teoria di Maxwell ai problemi elettrostatici di capacità elettrica e carica residua. Nel 1878 si trasferì a Londra per lavorare come consulente ingegnere, focalizzandosi in particolare sul miglioramento di design ed efficienza delle dinamo. Il suo più importante contributo fu il suo "sistema di distribuzione a tre cavi", brevettato nel 1882. L'anno successivo Hopkinson dimostrò analiticamente che era possibile connettere due dinamo a corrente alternata in parallelo -— un problema che aveva a lungo diviso gli ingegneri elettrici.
Hopkinson occupò per due volte la carica di Presidente dell'IEE. Durante il suo secondo mandato, Hopkinson propose che l'Institution dovesse rendere disponibile la conoscenza tecnica degli ingegneri elettrici per la difesa della nazione. Nel 1897 furono formati così i Corpi Volontari degli Ingegneri elettrici e Hopkinson divenne supremo comandante di tali corpi.

## Vita personale ed eredità intellettuale
Hopkinson e tre dei suoi figli, John Gustave, Alice e Lina Evelyn, rimasero uccisi nel 1898 in un incidente di montagna sul Petite Dent de Veisivi, Val d'Herens, sulle Alpi Pennine in Svizzera.
Come memoriale a John Hopkinson e suo figlio, gli fu dedicata l'aggiunta del 1899 al Laboratorio ingegneristico nel New Museums Site della University of Cambridge. Una targa commemorativa è appesa al muro nella Free School Lane. Anche il titolo ""Hopkinson and Imperial Chemical Industries Professor of Applied Thermodynamics|Hopkinson and Imperial Chemical Industries Professorship of Applied Thermodynamics"" gli deve il nome.
Alla Victoria University of Manchester il Laboratorio elettrotecnico (1912) in Coupland Street gli è stato dedicato.